# DEC Alpha

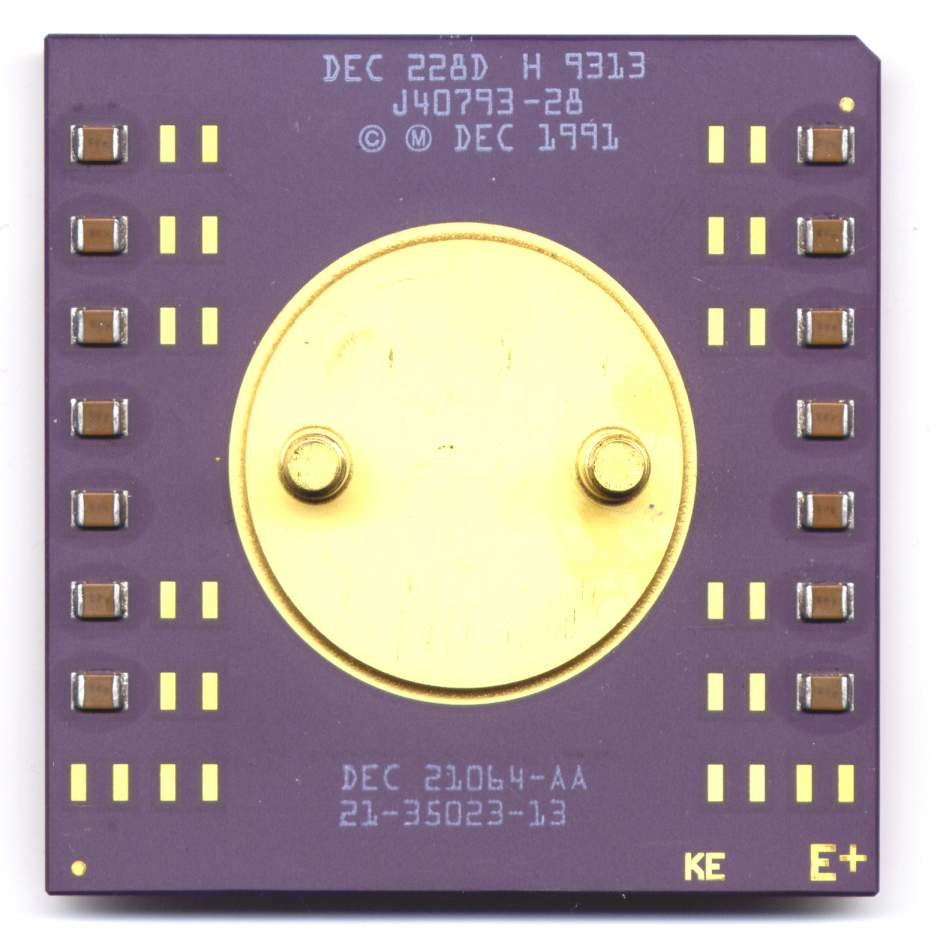
DEC Alpha processor

DEC Alpha (även känd som Alpha AXP) är en 64-bitars processorenhet som utvecklades av DEC och introducerades på marknaden 1992. Alpha-arkitekturen köptes sedan upp 1998 av Compaq och såldes 2001 vidare till Intel, som lade ner utveckling och produktion till förmån för sin egen Itanium-processor. Compaq köptes senare upp av HP, som fortsätte sälja datorer baserade på Alpha-processorn ett tag till, innan försäljningen lades ner 2007.